# Casais Loureiros
Casais Loureiros é uma localidade portuguesa situada na frguesia do Louriçal, Município de Pombal

## Significado do nome
Etimológico: Casal: pequeno povoado; lugarejo; vilarejo; propriedade rústica; conjunto de propriedades aforadas. Loureiro: planta subarborea pertencente à família dos Lourácios.
Popular: O seu nome deve-se ao facto de existirem muitos loureiros naquela região.